# Pëtr Nikolaevič Pospelov

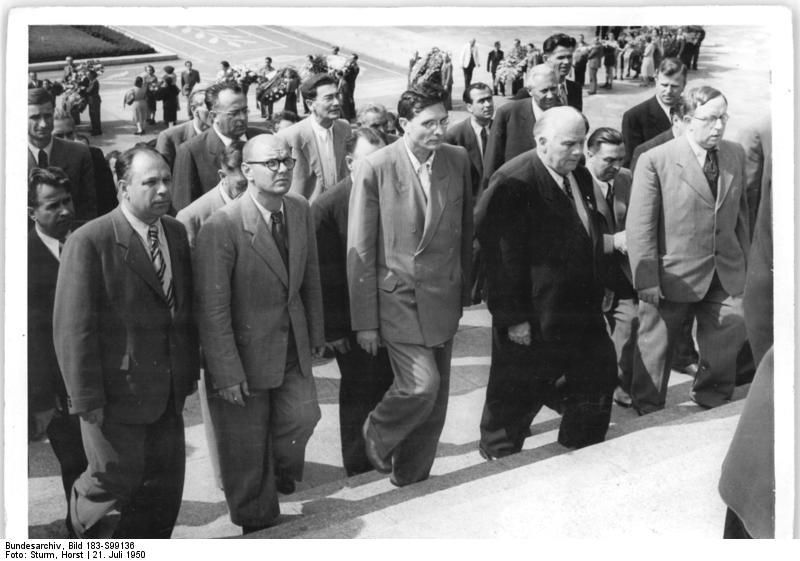
Pospelov (primo da destra) a Berlino in occasione del III Congresso del Partito Socialista Unificato di Germania il 21 luglio 1950

Pëtr Nikolaevič Pospelov (in russo Пётр Николаевич Поспелов?; Konakovo, 20 giugno 1898, 8 giugno del calendario giuliano – Mosca, 21 aprile 1979) è stato un politico e storico sovietico.

## Biografia
Membro del Partito bolscevico dal 1916, fu attivo nel lavoro sindacale e partitico dal 1918. Dal 1931 al 1934 lavorò alla Pravda, di cui successivamente (1940-1949) fu caporedattore. Dal 1930 al 1934 fece parte della Commissione centrale di controllo e dal 1934 al 1939 della Commissione per il controllo partitico. Nel 1939 entrò nel Comitato Centrale, di cui avrebbe fatto parte fino al 1971. Dal 1946 fu membro corrispondente dell'Accademia delle Scienze dell'URSS presso il Dipartimento di storia della filosofia e dal 1953 accademico presso il Dipartimento di scienze storiche. Direttore dal 1949 al 1952 dell'Istituto Marx-Engels-Lenin e dal 1961 al 1967 dell'Istituto di marxismo-leninismo, fece parte dal 1953 al 1960 della Segreteria del PCUS e dal 1957 al 1961 fu candidato membro del Presidium del Comitato.
A metà degli anni cinquanta fu incaricato di presiedere la speciale commissione che si occupò di indagare sul sistema repressivo instaurato da Stalin a partire dagli anni trenta. I lavori della commissione portarono entro l'inizio del 1956 alla riabilitazione di circa 16 000 persone, tra cui Bubnov, Kosior, Postyšev e Kosarev, e costituirono la base del rapporto segreto sul culto della personalità di Stalin letto da Nikita Chruščëv al XX Congresso del PCUS.